# 李燕 (画家)
李燕（1943年—），字壮北，北京人，中国画家，清华大学美术学院教授，中央文史研究馆馆员。他是中国写意绘画大师李苦禅之子。